# Hyundai Automotive South Africa
Die Hyundai Automotive South Africa (Pty.) Ltd. ist ein Händlernetz und Nutzfahrzeughersteller mit Unternehmenssitz in Bedfordview, Südafrika.

## Geschichte
Das Unternehmen entstand 1999 (oder 2000) als Zusammenarbeit der Holdinggesellschaft Associated Motor Holdings mit Hyundai. Es trat die Nachfolge des Händlernetzes Hyundai Motor Distributors (HMD) an.
Das von Billy Rautenbach gegründete HMD-Netzwerk konnte mit 52 Niederlassungen neben den von der Motor Company of Botswana preiswert montierten Fahrzeugen auch eine auf drei Jahre erweiterte Garantie anbieten. Mit diesen und anderen aggressiven Methoden hatte es einen Marktanteil von zehn Prozent in Südafrika erreicht.
Seit Juli 2014 montiert Hyundai Lastwagen in Gauteng. Im März 2015 kam die Montage des H100 hinzu.